# Batalla de Constantinopla (378)
La Batalla de Constantinopla fue un ataque gótico a Constantinopla en el año 378 tras la victoria gótica en la Batalla de Adrianopolis. La viuda del emperador Valente preparó la defensa, y también reforzó la ciudad con guerreros árabes, que se desempeñaron excelentemente en el combate. Se dice que los godos quedaron impresionados cuando uno de los guerreros árabes salió de la ciudad desnudo, masacraba a los enemigos y bebía sangre del cuello de un gótico decapitado. Otras fuentes sostienen que los godos realmente abandonaron el ataque porque estaban muy superados en número.
Al final, los godos no entraron en la ciudad y se retiraron a Tracia, Iliria y Dacia.